# Fargues, Landes
Fargues (gaskonsko Fargas) je naselje in občina v francoskem departmaju Landes regije Akvitanije. Naselje je leta 2009 imelo 321 prebivalcev.

## Geografija
Kraj leži v pokrajini Gaskonji 22 km južno od središča Mont-de-Marsana.

## Uprava
Občina Fargues skupaj s sosednjimi občinami Audignon, Aurice, Banos, Bas-Mauco, Cauna, Coudures, Dumes, Eyres-Moncube, Montaut, Montgaillard, Montsoué, Saint-Sever in Sarraziet sestavlja kanton Saint-Sever s sedežem v Saint-Severu. Kanton je sestavni del okrožja Mont-de-Marsan.

## Zanimivosti
- cerkev sv. Jerneja;